# Chersotis acutangula
Chersotis acutangula är en fjärilsart som beskrevs av Otto Staudinger 1892. Chersotis acutangula ingår i släktet Chersotis och familjen nattflyn. Inga underarter finns listade i Catalogue of Life.